# Mahdi Ali
Mahdi Ali Hassan Redha (Dubaj, 1965. április 20. –) egyesült arab emírségekbeli labdarúgóedző, középpályás, az egyesült arab emírségekbeli labdarúgó-válogatott szövetségi kapitánya.
2010 és 2010 közt az U23-as válogatottat irányította, amely kijutott a 2012-es nyári olimpiára. Ez volt az ország történetének első részvétele a sportágban.